# Stay the Night
Singles de James Blunt
It Is My Song
(2009) So Far Gone
(2010)
Pistes de Some Kind of Trouble
Dangerous
Stay the Night est le 1er single extrait du 3e album du chanteur britannique James Blunt intitulé Some Kind of Trouble.